# 程香仔树
程香仔树（学名：Loeseneriella concinna），为衛矛科翅子藤属下的一个植物种。